# San Joaquín (Yauyos)
San Joaquín es una localidad peruana, capital del distrito homónimo, perteneciente a la provincia de Yauyos del departamento de Lima, en Perú. En el 2017 tenía una población de 142 habitantes según el INEI.